# Von Öller
von Öller är en svensk adlig ätt med nummer 1049 vid Riddarhuset, adlad 1683.
Ätten kom ursprungligen från södra Tyskland genom stamfadern Johan von Öller. Släktgrenen är utdöd i Sverige. Den borgerliga delen av släkten fortlever i Sverige och Finland.